# 다카하시 다이스케
다카하시 다이스케(髙橋大輔, 1986년 3월 16일~)는 일본의 남자 싱글 피겨 스케이팅 선수이다.

## 기본정보
- 생년월일: 1986년 3월 16일(39세)
- 거주지: 일본 오사카
- 코치: 나가미쓰 우타코(長光歌子)
- 안무가: 미야모토 겐지(宮本賢二), Pasquale Camerlengo
- 취미: 독서, 쇼핑하기
- 연습장: 간사이 대학교 SC
- ISU 공인 개인 최고 기록
  - 쇼트 프로그램: 90.25점(2010 동계 올림픽)
  - 프리 프로그램: 175.84점(2008 사대륙 대회- 세계 최고 기록)
  - 총점: 264.41점(2008 사대륙 대회- 세계 최고 기록)

## 경력
2002년 주니어 세계 선수권 남자 싱글 부문에서 우승하였고, 2006년 시즌부터는 시니어 무대에서도 일본 1인자가 되었다. 2006년 이탈리아 토리노에서 열린 동계 올림픽에 참가, 8위에 올랐다.
2007-08시즌, 이탈리아 토리노에서 열린 그랑프리 파이널에서 스위스의 스테판 랑비엘에 이어 2위에 올랐고
대한민국 고양 시에서 열린 4대륙 선수권대회에서 ISU채점 기준으로 세계신기록인 264.41점을 기록하며 1위를 차지, 금메달을 목에 걸었다. 우승을 노렸던 스웨덴 예테보리에서 열린 2008세계선수권대회에서는 총점 4위를 기록하였다.(우승은 캐나다의 제프리 버틀)
2008-09시즌, 다카하시는 3차 그랑프리인 Cup of China와 6차 그랑프리인 NHK트로피에 배정받았으나 부상으로 두 대회를 포함한 모든 시즌 대회 참가를 중단하였다. 수술을 받고 재활활동을 하여, 2009-10시즌에 복귀, 그랑프리 파이널에서 5위에 올랐고, 일본 선수권에서 우승하였다.
2010년 동계 올림픽 피겨 스케이팅 남자 싱글에 출전하여 동메달을 획득, 동양인 사상 최초로 올림픽 남자 피겨 스케이팅에서 메달을 딴 일본 선수가 되었다. 또한 3월에 열린 토리노 세계선수권 대회에서 우승, 일본인 사상 처음으로 세계선수권대회 정상에 오르는 영광을 안았다.
2020-21 시즌부터 무나모토 카나를 파트너로 정했고 아이스 댄스로 종목을 변경하였다.

## 스케이팅 기술
트리플 악셀과 쿼드 토룹을 구사한다.

## 주요 대회 기록

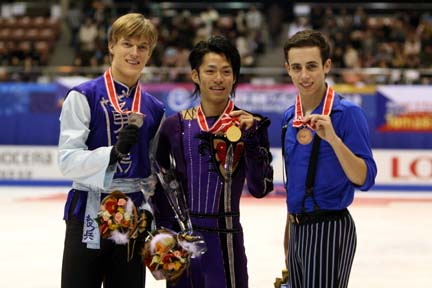
다카하시 다이스케(중앙). 2007 NHK 트로피 입상자들.

### 2004 이후
| 대회/시즌          | 2004–2005 | 2005–2006 | 2006–2007 | 2007–2008 | 2008–2009 | 2009-2010 |
| ------------------ | --------- | --------- | --------- | --------- | --------- | --------- |
| 동계 올림픽        |           | 8위       |           |           |           | 3위       |
| 세계선수권         | 15위      |           | 2위       | 4위       |           | 1위       |
| 4대륙 선수권       | 3위       |           |           | 1위       |           |           |
| 일본 선수권        | 6위       | 1위       | 1위       | 1위       |           |           |
| 동계유니버시아드   | 1위       |           | 1위       |           |           |           |
| 그랑프리 파이널    |           | 3위       | 2위       | 2위       |           | 5위       |
| NHK 트로피         |           | 3위       | 1위       | 1위       |           | 4위       |
| 스케이트 아메리카  |           | 1위       |           | 1위       |           |           |
| 스케이트 캐나다    |           |           | 2위       |           |           | 2위       |
| 트로피 에릭 봉파르 | 11위      |           |           |           |           |           |
| 핀란디아 트로피    |           |           |           |           |           | 1위       |

- 다카하시 다이스케는 2008~2009시즌에 경기를 불참하였다.

### 2004 이전
| Event                       | 1999–2000 | 2000–2001 | 2001–2002 | 2002–2003 | 2003–2004 |
| --------------------------- | --------- | --------- | --------- | --------- | --------- |
| 세계선수권                  |           |           |           |           | 11위      |
| 사대륙 선수권               |           |           |           | 13위      | 6위       |
| 주니어 세계선수권           |           |           | 1위       |           |           |
| 일본 내셔널                 |           |           | 5위       | 4위       | 3위       |
| 주니어 일본 내셔널          | 3위       | 4위       | 1위       |           |           |
| NHK 트로피                  |           |           |           | 8위       |           |
| 스케이트 캐나다             |           |           |           |           | 7위       |
| 트로피 에릭 봉파르          |           |           |           |           | 5위       |
| 주니어 그랑프리, 핀란드     |           |           | 4위       |           |           |
| 주니어 그랑프리, 일본       |           |           | 1위       |           |           |
| 주니어 그랑프리, 불가리아   |           |           | 2위       |           |           |
| 주니어 그랑프리, 우크라이나 |           | 8위       |           |           |           |
| 주니어 그랑프리, 중국       |           | 9위       |           |           |           |

## 같이 보기
- 에번 라이서첵
- 조니 위어
- 패트릭 챈
- 브리앙 주베르
- 제프리 버틀
- 토마스 베르너